# Le Hobbit
Vous lisez un « article de qualité » labellisé en 2010.
Pour les articles homonymes, voir Bilbo le Hobbit (homonymie) et Hobbit (homonymie).
Le Hobbit (The Hobbit) ou Bilbo le Hobbit est un roman de fantasy de l’écrivain britannique J. R. R. Tolkien. Il narre les aventures du hobbit Bilbo, entraîné malgré lui par le magicien Gandalf et une compagnie de treize nains dans leur voyage vers la Montagne Solitaire, avec pour but de se réapproprier le trésor volé et gardé par le dragon Smaug.
Rédigé de manière intermittente de la fin des années 1920 au début des années 1930, Le Hobbit n’a d’autre but à l’origine que de divertir les jeunes enfants de Tolkien. Le manuscrit inachevé circule parmi les proches de l’écrivain et arrive finalement chez l’éditeur londonien George Allen & Unwin, qui demande à Tolkien d’achever le récit et de l’illustrer.
Le Hobbit paraît le 21 septembre 1937 au Royaume-Uni. C’est la première œuvre publiée qui explore l’univers de la Terre du Milieu, sur lequel Tolkien travaille depuis une vingtaine d’années. Elle rencontre un franc succès critique et commercial, qui incite Allen & Unwin à réclamer une suite à son auteur. Cette suite devient le roman le plus connu de Tolkien : Le Seigneur des anneaux, une œuvre beaucoup plus complexe et sombre. Le souci de cohérence entre les deux ouvrages pousse l’écrivain à procéder à des révisions du texte du Hobbit, concernant en particulier le rôle de Gollum.
Le Hobbit a connu des adaptations sur de nombreux supports : au théâtre, à la radio, en téléfilm d'animation, en jeux de société et en jeux vidéo. Une adaptation cinématographique en trois volets, réalisée par Peter Jackson, est sortie entre 2012 et 2014.

## Le récit

### Résumé

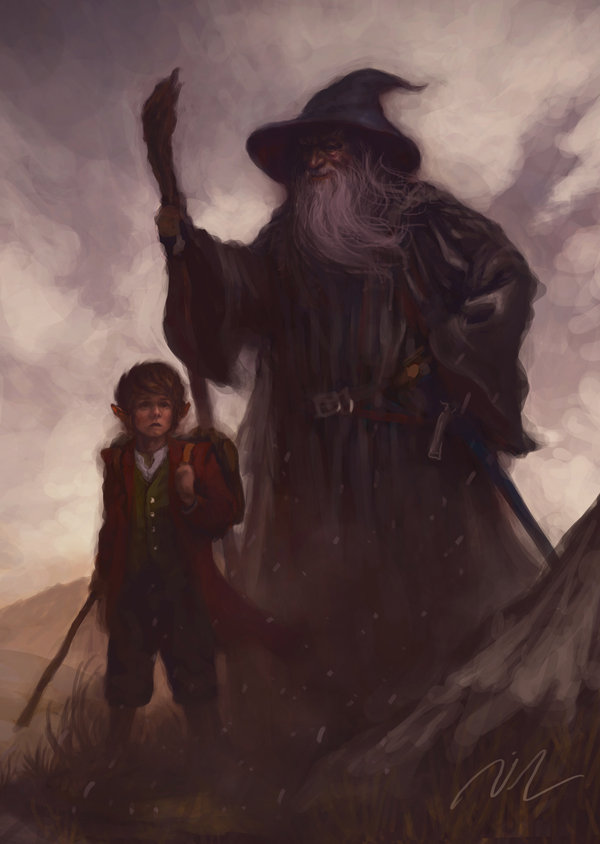
Bilbo & Gandalf
(fan art de Joel Lee).

Le hobbit Bilbo Bessac (ou Bilbo Baggins, selon la traduction) mène une existence paisible dans son trou de Cul-de-Sac (Bag End) jusqu’au jour où il croise le magicien Gandalf. Le lendemain, il a la surprise de voir venir prendre le thé chez lui non seulement Gandalf, mais également une compagnie de treize nains menée par Thorin Lécudechesne (Thorin Oakenshield) et composée de Balin, Dwalin, Fili, Kili, Dori, Nori, Ori, Oin, Gloin, Bifur, Bofur et Bombur. La compagnie est en route vers la Montagne Solitaire, où elle espère vaincre le dragon Smaug, qui a jadis dépossédé les nains de leur royaume et de leurs trésors. Cependant, pour mener à bien leurs projets, il leur faut un expert-cambrioleur, et Gandalf leur a recommandé Bilbo. Celui-ci est plus que réticent à l’idée de partir à l’aventure, mais finit par accompagner bon gré mal gré la troupe.
En chemin pour les Montagnes de Brume (Monts Brumeux), la compagnie est capturée par trois trolls et ne s’en sort que grâce à l’astuce de Gandalf. Le magicien, connaissant le point faible de ces créatures, les distrait jusqu’à l’aube, moment où ils se transforment en pierre sous l’effet de la lumière du soleil. Dans le repaire des trolls, la compagnie découvre des épées de l’ancien royaume elfique de Gondolin. Thorin et Gandalf prennent chacun une épée, tandis que Bilbo reçoit une dague qu’il baptise par la suite Dard. Peu après, la compagnie atteint Fondcombe (ou Fendeval, Rivendell), la demeure du semi-elfe Elrond, qui les aide à déchiffrer la carte du trésor de Smaug et les inscriptions runiques des épées.

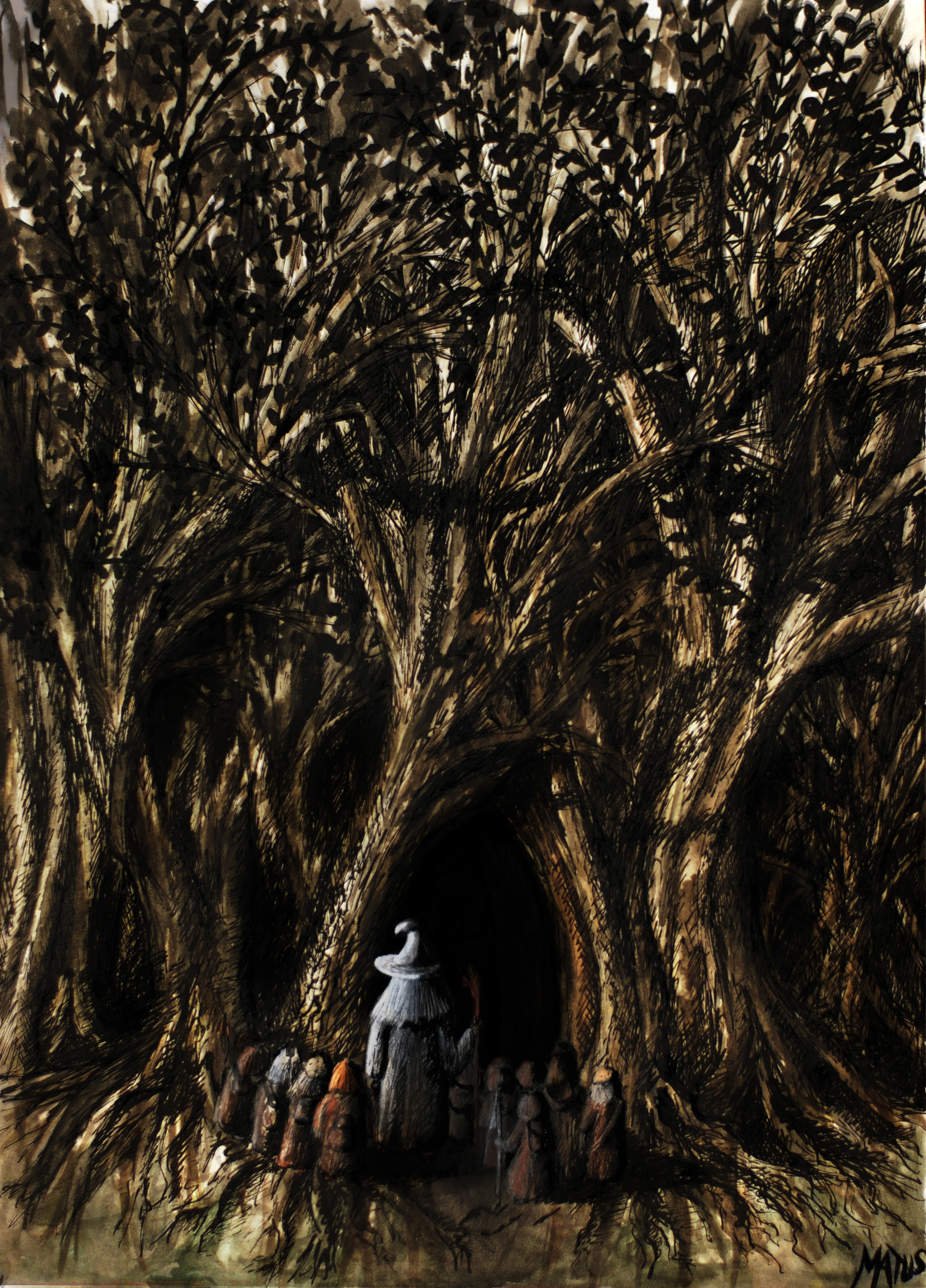
Thorin et Cie à l’orée de Grand’Peur.

Une fois dans les Montagnes de Brume, une tempête oblige la compagnie à se réfugier dans une caverne. Pendant la nuit, des gobelins capturent les nains et Bilbo, grâce à une ouverture au fond de la grotte. Les nains et Bilbo sont amenés au cœur de la montagne auprès du Grand Gobelin qui les interroge. Mais Gandalf, qui s'était tenu à l'écart, par sa magie fait éteindre les lumières et tue le Grand Gobelin avec son épée, Glamdring. Les gobelins, privés de leur chef, s'affolent et prennent la compagnie en chasse au sein de la caverne. Dans la confusion, Bilbo est assommé et perd ses compagnons de vue. Après avoir découvert un mystérieux anneau, le hobbit parvient sur la berge d’un lac souterrain, où vit une créature nommée Gollum. Celui-ci le soumet à un jeu d’énigmes : si Gollum l’emporte, il pourra manger Bilbo ; dans le cas contraire, il conduira le hobbit jusqu’à la sortie. Bilbo remporte le concours grâce à une question qu'il se pose involontairement à haute voix « Qu’est-ce qu’il y a dans ma poche ? », énigme à laquelle Gollum ne parvient pas à répondre. Celui-ci n’a aucune intention de remplir sa part du marché et part à la recherche de son anneau pour tuer Bilbo, qui découvre que l’objet lui confère l’invisibilité lorsqu’il le passe au doigt. Grâce à lui, le hobbit parvient à s’enfuir des grottes et à rejoindre ses compagnons. Ils sont à nouveau pourchassés par un groupe de gobelins et de wargs (sorte de grands loups sauvages), mais l’intervention des aigles géants leur permet de s’en sortir vivants.
La compagnie descend des montagnes et arrive à la demeure de Beorn, le changeur de peau, un homme qui peut se changer en ours. Beorn leur prête des armes et des poneys pour qu’ils puissent rejoindre la forêt de Grand’Peur (Mirkwood). Arrivés à l’orée des bois, Gandalf les quitte pour vaquer à ses propres affaires. Durant leur longue et pénible traversée de la forêt, les nains, épuisés et affamés, sont capturés à deux reprises, d’abord par des araignées géantes, contre lesquelles Bilbo met à profit son anneau magique pour libérer ses compagnons, puis par les Elfes de la Forêt.
Les Elfes ont capturé les nains et les détiennent au palais du roi, qui se trouve à l'intérieur de la forêt dans une grande caverne fermée par des portes magiques en pierre. Grâce à son anneau, Bilbo les a suivis sans se faire remarquer. Le hobbit reste une semaine ou deux à traîner dans le palais, cherchant un moyen de s'enfuir avec les nains jusqu'ici tenus prisonniers. Finalement une occasion se présente : la troupe s'enfuit en se cachant dans des tonneaux à vin qui doivent être déchargés dans la rivière traversant la caverne.

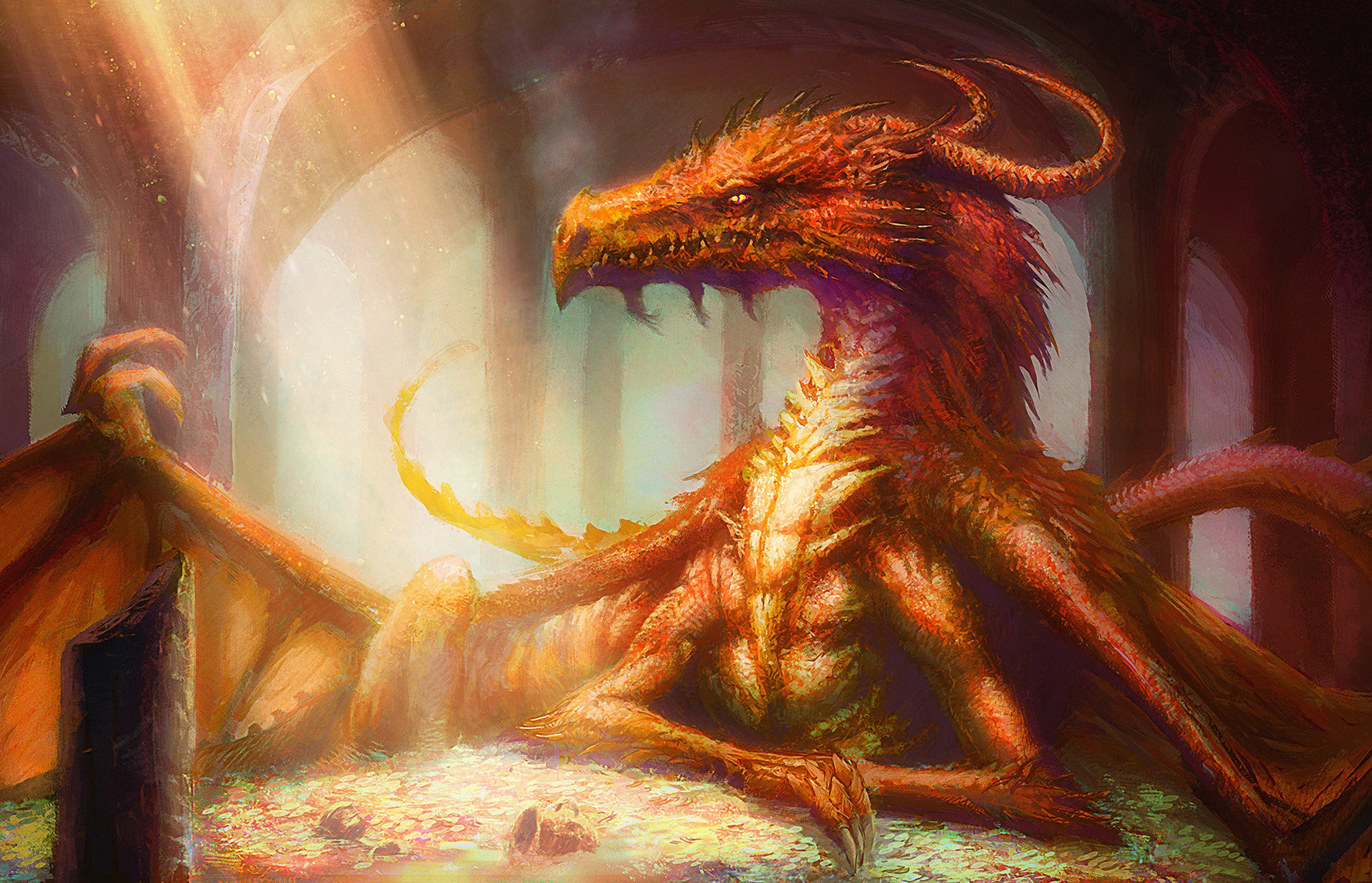
Smaug
(fan art de David Demaret).

La compagnie arrive finalement à l’établissement humain du Bourg-du-Lac (Lacville), où elle prend un peu de repos avant de se diriger vers la Montagne où se terre le dragon. Avec son anneau, Bilbo se faufile jusqu'à la tanière du dragon endormi sur son trésor et lui dérobe une coupe en or. Smaug se réveille un peu plus tard et entre dans une grande colère voyant la coupe disparue, mais le dragon ne trouve pas le coupable. Le lendemain Bilbo retourne à la tanière du dragon mais Smaug surprend le hobbit et discute malicieusement avec lui. Bilbo parle en énigme et Smaug croit alors que le voleur a la complicité des hommes de Bourg-du-Lac. Bilbo s’enfuit de nouveau en échappant aux flammes du dragon. Smaug se dirige alors vers la ville des humains pour la détruire. L’archer Bard (Barde), héritier des princes du Val (Dale), parvient à le tuer : sa flèche noire trouve le seul point du ventre de Smaug que ne couvre pas son armure d'écailles et de pierres précieuses.

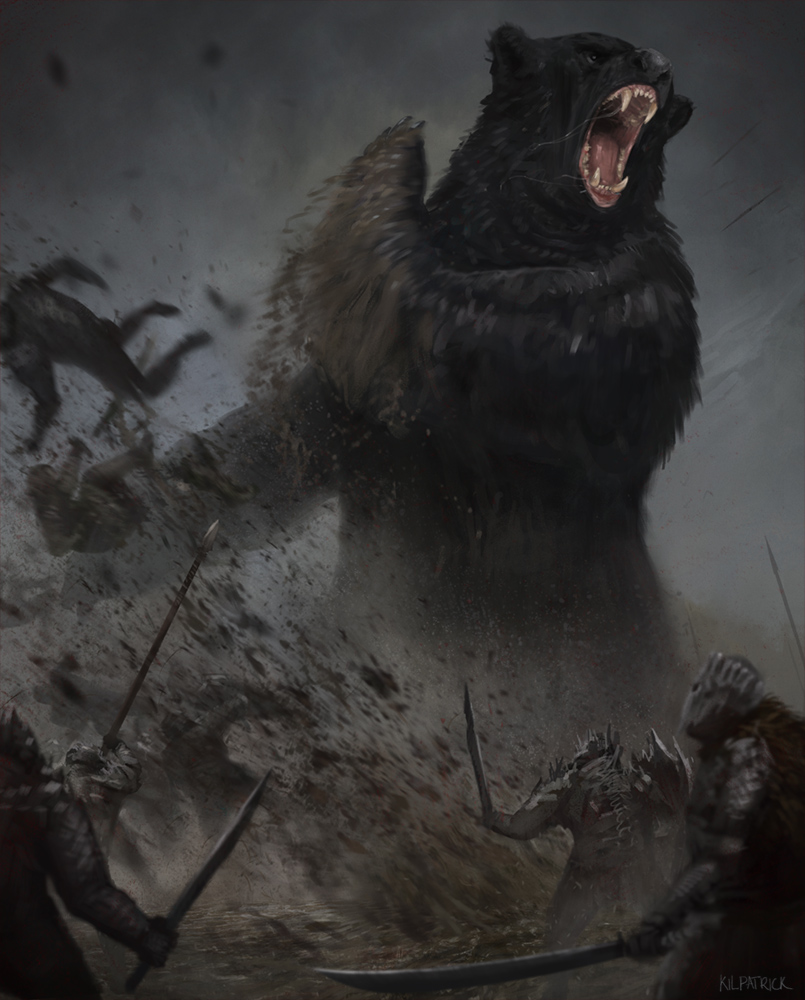
Beorn sous sa forme d'ours durant la bataille des Cinq Armées (fan art de JMKilpatrick).

L'ancien trésor des nains, spolié par Smaug, n’a désormais plus de maître ; et les hommes de Bourg-du-Lac comme les elfes de la Forêt se dirigent vers la Montagne. Ils découvrent que les nains sont en vie et ont renforcé les défenses de leur royaume sous la montagne. Bard réclame une partie du trésor en guise de compensation pour la ville détruite et pour l'aide donnée aux nains lors des préparatifs. Mais Thorin refuse toute négociation, convaincu que le trésor tout entier lui revient de droit. Alors que les hommes et les elfes commencent à tenir un siège, Bilbo se rend dans leur campement avec la Pierre Arcane (Arkenstone), l’objet du trésor le plus précieux aux yeux de Thorin. Le hobbit avait droit à une partie du trésor choisie à sa guise, et espère ainsi réconcilier tout le monde. C'est à ce moment que Gandalf réapparaît auprès de Bilbo, des humains et des elfes.
Le lendemain arrivent des renforts nains conduits par Dain, le cousin de Thorin, qui persiste dans son refus de toute négociation. Les deux camps sont prêts à croiser le fer lorsqu’ils sont surpris par une immense armée de gobelins et de wargs. Nains, elfes et hommes s’unissent alors pour les combattre lors de la bataille des Cinq Armées, qui semble perdue jusqu’à l’arrivée des aigles, ainsi que de Beorn. Celui-ci tue Bolg, le chef des gobelins, et leur armée, démoralisée, est aisément vaincue. La victoire est acquise, mais Thorin et ses neveux Fili et Kili trouvent la mort durant l’affrontement. Une part du trésor est finalement confiée à Bard, et Bilbo n'accepte que deux petits coffres. Le hobbit rentre chez lui et conserve l’anneau magique.

### Contexte

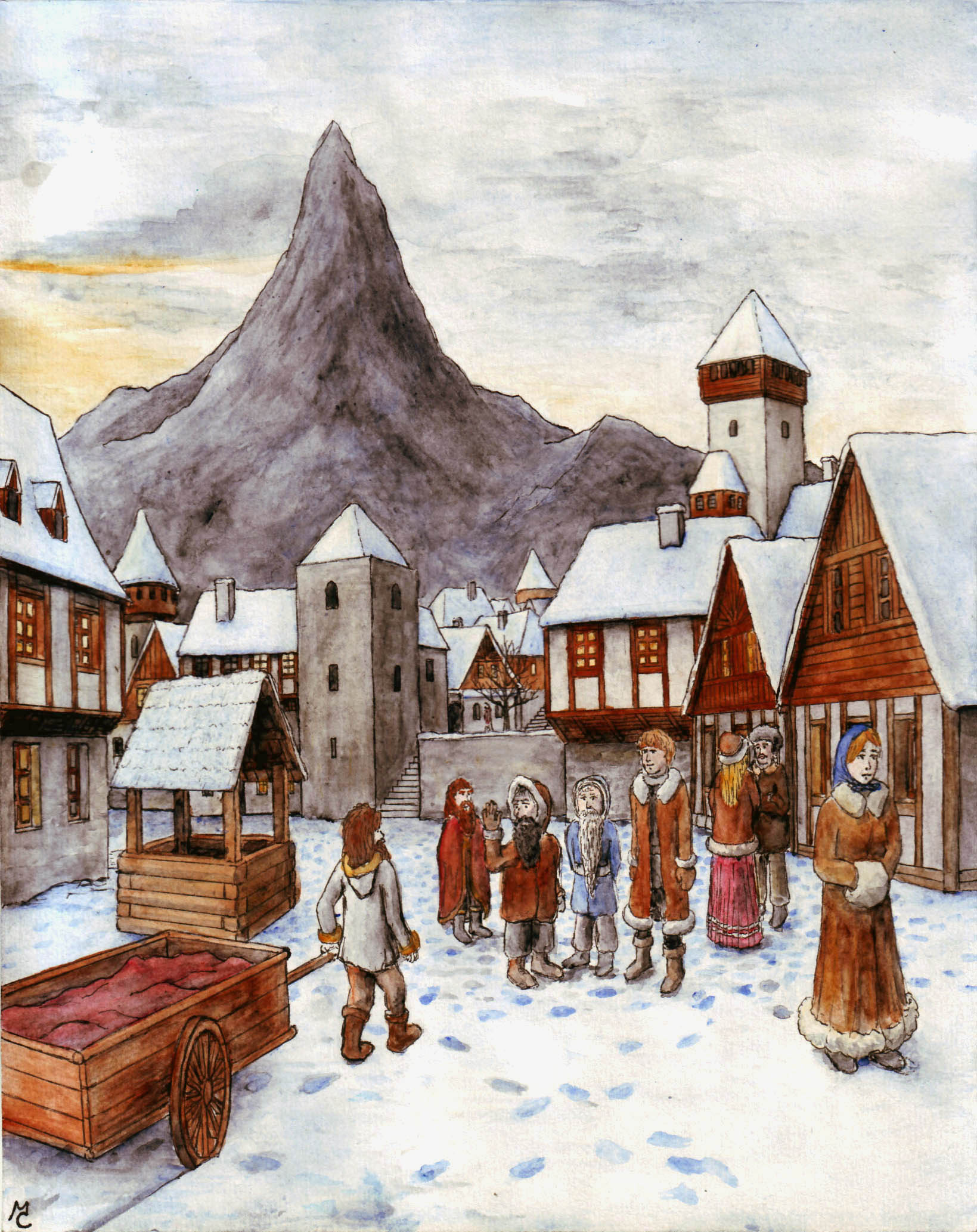
Le Val et la Montagne Solitaire.

Le contexte de l'histoire est précisé dans des romans du même auteur mais qui seront publiés après Le Hobbit et qui constituent la chronologie de la Terre du Milieu.
On y apprend que le royaume sous la Montagne est fondé en l’an 1999 du Troisième Âge par les nains du peuple de Durin, qui ont dû fuir leur demeure ancestrale de la Moria quelques années auparavant. Ils connaissent une grande prospérité en commerçant avec les hommes du Val, cité établie au pied de la Montagne, ainsi qu’avec les elfes de Grand’Peur (autrefois Vert Bois). Leur richesse attire l’attention du dragon Smaug, qui attaque la Montagne en 2770. Les nains sont décimés, la cité du Val anéantie, et les quelques survivants du désastre, dont le roi Thror, son fils Thrain et son petit-fils Thorin, doivent s’enfuir et sont réduits à une vie de misère et d’errance. Ils s’établissent dans les Montagnes Bleues.
Un siècle avant les événements du Hobbit, en 2841, Thrain, devenu roi, décide de retourner à la Montagne. En chemin, il est capturé et emprisonné à Dol Guldur, où on lui extorque le dernier des Sept anneaux des Nains. Neuf ans plus tard, le magicien Gandalf pénètre en secret à Dol Guldur. Il y découvre par hasard le vieux nain à l’agonie, qui lui remet la carte et la clef de la Montagne avant de mourir. Gandalf découvre également que le maître de Dol Guldur n’est autre que Sauron, le Seigneur des Ténèbres. Il tente de convaincre le Conseil Blanc d’attaquer la forteresse avant qu’il ne soit redevenu trop puissant, mais le chef du Conseil, Saroumane, s’y oppose. Peu après, ce dernier commence à rechercher l’Anneau unique dans les Champs aux Iris.
En réalité, l’Anneau ne s’y trouve plus depuis plusieurs siècles : le hobbit Déagol l’a découvert dans les Champs aux Iris vers 2460, pour être aussitôt assassiné par son cousin Sméagol. Celui-ci utilise l’Anneau à mauvais escient et finit par être chassé par son peuple. Il se réfugie dans les cavernes des Montagnes de Brume. L’Anneau prolonge son existence de plusieurs siècles et en fait une créature corrompue et contrefaite, Gollum.

## Historique

### Rédaction
Au début des années 1930, Tolkien occupe la chaire Rawlinson & Bosworth de vieil anglais du Pembroke College, à l'université d'Oxford. Il publie régulièrement des poèmes dans diverses revues universitaires. Sa créativité s'exprime également dans les Lettres du Père Noël qu'il envoie à ses enfants chaque année. Ces lettres richement illustrées racontent les aventures du Père Noël, de son assistant l'ours polaire et d'elfes luttant contre des gobelins. En parallèle, il poursuit depuis la fin des années 1910 le développement d'une mythologie personnelle, liée à ses langues elfiques, qui deviendra Le Silmarillion.
En 1955, J. R. R. Tolkien raconte dans une lettre à W. H. Auden comment, un été où il était occupé à la correction de copies de littérature anglaise, il écrivit sur une copie laissée blanche la première phrase du Hobbit : « Dans un trou vivait un hobbit », sans savoir d'où venait cette idée. Tolkien déclare par ailleurs ne pas se souvenir de la date exacte à laquelle il écrivit cette phrase, ni le premier chapitre, mais seulement que rien n'était prévu consciemment et que le récit progressa au fur et à mesure que les idées lui venaient. Son deuxième fils Michael suggère l'année 1929 comme début de rédaction du roman : quelques-uns de ses propres écrits, datant de cette période, sont clairement inspirés du Hobbit, roman que son père lisait à ses fils au cours de son élaboration. Néanmoins, John D. Rateliff, dans The History of the Hobbit, suggère que la rédaction du récit n'a pas débuté avant l'été 1930.
Pendant une brève période après l'invention de la première phrase, Tolkien ne fait que dessiner la carte de Thrór, qui représente les territoires où se déroulent les principaux événements du roman. Cependant, une fois lancé, Tolkien rédige les chapitres avec aisance, sans guère de corrections, jusqu'au moment de la mort du dragon Pryftan. Dans cette première version, le chef des nains s'appelle Gandalf et le magicien Bladorthin.
Le roman est dès le début soumis à l'influence des textes du futur Silmarillion. Bladorthin raconte aux nains l'histoire de Beren et Lúthien triomphant du Nécromancien, établissant ainsi l'identité de ce personnage avec Thû (plus tard nommé Sauron). Le roi des gobelins tué par Bandobras Touque lors de la bataille des Champs Verts est tout d'abord appelé Fingolfin, tout comme le fils du roi Finwë dans les Contes perdus. Le personnage d'Elrond est apparenté aux semi-elfes, bien que Tolkien ne considère cela que comme « un heureux hasard, dû à la difficulté qu'il y a à inventer sans cesse de bons noms pour les nouveaux personnages ». Le roman comprend aussi des allusions aux Gnomes (plus tard appelés Ñoldor) et à la destruction du royaume elfique de Gondolin.
Le récit de la traversée des Montagnes de Brume est inspiré des vacances passées par Tolkien en Suisse durant l'été 1911,. Des années auparavant, Tolkien avait rédigé un poème intitulé Glip et parlant d'une créature visqueuse aux yeux lumineux qui ronge des os dans une caverne, annonçant le personnage de Gollum. Le chapitre qui se déroule dans la forêt de Grand'Peur est celui qui évolue le plus par rapport à la version publiée : le passage de la Rivière enchantée et la capture des nains par les elfes n'apparaissent pas dans la première version.
Le chef des nains est rebaptisé avec un autre nom tiré de la Völuspá, Eikinskjaldi, qui devient Oakenshield en anglais, tandis que le magicien prend le nom de Gandalf, plus approprié car signifiant selon Tolkien « elfe au bâton » en islandais,. Le nom Bladorthin est attribué à un roi mystérieux, mentionné une seule fois dans le texte du roman et nulle part ailleurs dans l'œuvre de Tolkien. Le dragon change également de nom : il devient Smaug, qui correspond au parfait du verbe germanique primitif smugan « se glisser dans un trou », ce que Tolkien qualifie de « mauvaise blague de philologue ». À l'origine, c'est Bilbo qui est censé tuer le dragon avec Dard et l'anneau magique, mais Tolkien, souhaitant quelque chose de plus crédible, attribue finalement ce rôle à l'archer Bard. C'est à ce point que Tolkien abandonne l'écriture du roman, qui reste inachevé.
Fin 1932, Tolkien fait lire une copie de Le Hobbit à son ami C. S. Lewis. Il le prête également à Elaine Griffiths, une ancienne élève et amie de la famille Tolkien qui travaille pour l'éditeur britannique Allen & Unwin. En 1936, Griffiths parle du roman à une ancienne camarade d'Oxford, Susan Dagnall, qui demande à Tolkien de lui prêter le livre. Intéressée, Dagnall lui demande de terminer Le Hobbit afin de le proposer à l'éditeur.
Au début, Tolkien prévoit de situer la bataille contre les gobelins lors du voyage de retour de Bilbo ; elle se serait alors appelée « bataille de la Vallée de l’Anduin ». Cependant, la situation se complique du fait de la convoitise provoquée par le trésor, et de la volonté des habitants de Lacville d'obtenir une part de l'or pour reconstruire leur ville détruite par Smaug, ce qui entraîne au bout du compte la bataille des Cinq Armées. Le Hobbit est terminé à l'été 1936, mais Tolkien ne l'envoie à Allen & Unwin que le 3 octobre. De l'avis de Stanley Unwin, les meilleurs juges de la littérature jeunesse sont les enfants eux-mêmes, et il fait donc lire le roman à son fils Rayner, alors âgé de dix ans. Celui-ci rédige un compte-rendu enthousiaste, qui décide son père à publier le livre, :

« Bilbo Sacquet était un hobbit qui vivait dans un trou de hobbit et ne partait jamais à l'aventure, et enfin le sorcier Gandalf et ses nains l'ont persuadé de partir. Il a eu des moments passionnants à se battre contre les lutins et les wargs, enfin ils sont arrivés à la montagne solitaire ; Smaug le dragon tout rouge est tué et après une terrible bataille avec les lutins il rentre chez lui — riche ! Ce livre, avec ses cartes, n'a pas besoin d'images, il est bon et devrait plaire à tous les enfants entre 5 et 9 ans. »

— Avis de Rayner Unwin sur Le Hobbit.
Quand il reçoit les épreuves d'imprimerie en février 1937, Tolkien trouve quelques passages à rectifier car il n'avait pas eu le temps de relire avec attention le manuscrit envoyé à l'éditeur. À cause de cela et de quelques problèmes avec les illustrations, le roman n'est pas publié avant septembre.

### Inspirations
Le Hobbit témoigne de l’influence de plusieurs poèmes épiques, mythes et contes de fées lus par Tolkien, notamment Beowulf, le poème épique anglo-saxon sur lequel Tolkien travailla toute sa vie, les contes de fées d’Andrew Lang et ceux des frères Grimm, La Princesse et le Gobelin et sa suite, The Princess and Curdie, de George MacDonald, ou encore, The Marvellous Land of Snergs d’Edward Wyke-Smith.

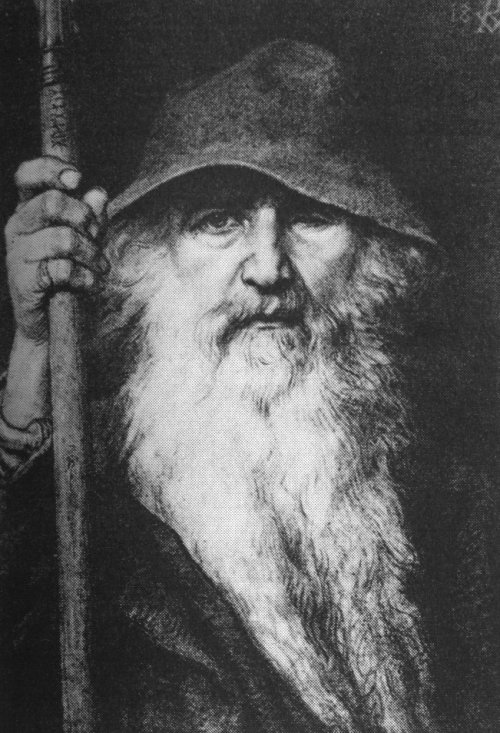
Odin, divinité de la mythologie nordique, est en partie le modèle du magicien Gandalf.

Selon la biographie de Tolkien par Humphrey Carpenter, le magicien Gandalf trouve son origine dans une carte postale achetée par l’écrivain en 1911, pendant ses vacances en Suisse, qui reproduit un tableau du peintre allemand Josef Madlener intitulé Der Berggeist (« l’esprit de la montagne »). Cette peinture représente un vieillard à la barbe blanche, vêtu d’un long manteau et d’un ample chapeau, caressant un faon dans un décor champêtre, avec des montagnes à l’arrière-plan. Carpenter affirme dans sa biographie que, des années après avoir acquis cette carte postale, Tolkien nota dessus : « Origine de Gandalf ».

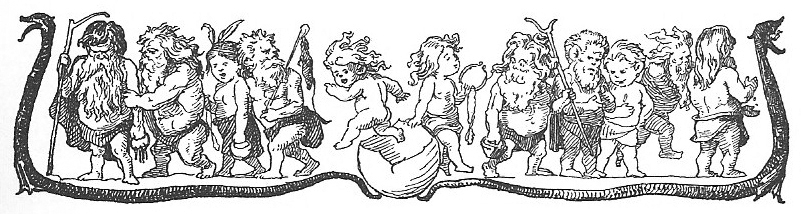
Les nains de la Völuspá, dans l’Edda poétique. Tolkien reprend leurs noms pour ses propres nains.

Le personnage de Gandalf est particulièrement influencé par la divinité germanique et nordique Odin dans son incarnation de Vegtamr, un vieillard à longue barbe blanche, avec un large chapeau et un bâton de marche. Le nom de Gandalf et ceux des nains de la compagnie sont tirés de l’Edda poétique, une collection de poèmes écrits en vieux norrois, et plus particulièrement de la Völuspá, le premier d’entre eux. Comme Gandalf abandonne les nains et Bilbo plusieurs fois juste avant qu’ils ne soient capturés, Douglas A. Anderson remarque que sa conduite rappelle celle de l’esprit de la montagne des monts des Géants tchéco-polonais, le Rübezahl, qui s’amuse de l’égarement des voyageurs.
Tom Shippey suggère qu’un autre des poèmes de l’Edda poétique, le Skirnismál (« chant de Skirnir »), a pu influencer Tolkien pour les Montagnes de Brume, et notamment le chapitre « De Charybde en Scylla », en particulier un passage du poème qu’il traduit par : « The mirk is outside, I call it our business to fare over the misty mountains, over the tribes of orcs ». Il observe en outre que Beorn présente des ressemblances avec Beowulf et Bothvarr Bjarki, personnage de la saga nordique de Hrólfr Kraki.
Lorsque l’on demande à Tolkien si le passage dans lequel Bilbo vole la coupe à Smaug est inspiré du vol de la coupe dans Beowulf, il répond :

« Beowulf fait partie des sources que j’estime le plus, bien qu’il n’ait pas été consciemment présent à mon esprit tandis que j’écrivais, et l’épisode du vol s’est présenté naturellement (et presque inévitablement) au vu des circonstances. Il est difficile d’envisager une quelconque autre façon de poursuivre l’histoire à ce moment-là. J’aime à penser que l’auteur de Beowulf dirait à peu près la même chose. »

— J. R. R. Tolkien, lettre au rédacteur en chef de l’Observer
Selon Tom Shippey, la conversation entre les deux personnages s’inspire également du Fáfnismál (« La ballade de Fáfnir »), un poème de l’Edda poétique. Douglas Anderson remarque que les deux grands dragons de la littérature nordique, celui de la Völsunga saga (Fáfnir) et celui de Beowulf, meurent quand on les blesse au ventre, de même que Smaug. Anderson cite également les romans de George MacDonald, La Princesse et le Gobelin et sa suite, La Princesse et Curdie, comme ayant influé sur l’aspect des gobelins, la vision des piémonts montagneux ou le comportement de Galion, échanson de Thranduil, qui est semblable à celui du majordome du roi dans The Princess and Curdie, puisque les deux aiment boire les meilleurs vins de leurs seigneurs respectifs.
En 1955, Tolkien admet dans une lettre à W. H. Auden que le roman pour enfants The Marvellous Land of Snergs, de E. A. Wyke-Smith, est « sans doute une source littéraire inconsciente (!) pour les Hobbits et pour rien d’autre ». Ce roman raconte l’histoire d’un Snerg, membre d’une race anthropomorphe caractérisée par sa petite taille, de même que les hobbits. Tolkien déclare que le mot « hobbit » a pu lui être inspiré par le roman satirique Babbitt, de Sinclair Lewis.
Le passage des wargs s’inspire en partie de la bataille des lycanthropes dans The Black Douglas, considéré par Tolkien comme l’un des meilleurs romans de S. R. Crockett, qui l’a particulièrement impressionné dans son enfance. Douglas Anderson propose de voir dans le Maître de Lacville et ses conseillers un reflet des membres du conseil municipal de la cité de Hamelin dans le poème Le Joueur de flûte de Hamelin de Robert Browning (1842) : il est lui aussi « avare, égoïste, et il se préoccupe des intérêts de ses concitoyens seulement dans la mesure où cela sert les siens ».

### Publication
La première édition du Hobbit voit le jour en 1937. Elle est le résultat de longues discussions entre Tolkien et son éditeur, notamment au sujet des illustrations. Le grand succès du livre entraîne plusieurs réimpressions, tandis que la publication du Seigneur des anneaux incite Tolkien à en réviser le contenu.

#### Illustrations

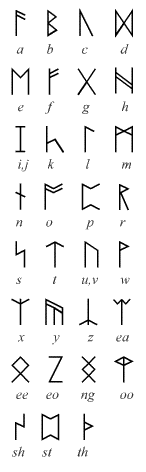
Table des runes anglo-saxonnes employées par Tolkien dans Le Hobbit.

La correspondance entre Tolkien et ses éditeurs témoigne de l’implication de l’auteur sur les illustrations. Tous les éléments ont fait l’objet d’une correspondance intense, comme en témoigne Rayner Unwin dans ses mémoires :

« En 1937 uniquement, Tolkien écrivit 26 lettres à George Allen & Unwin […] parfois longues (elles pouvaient facilement totaliser cinq pages), détaillées, éloquentes, souvent mordantes, mais infiniment polies et d'une précision exaspérante. […] Je doute qu'aucun écrivain actuel, aussi célèbre soit-il, puisse recevoir d'un éditeur une attention aussi scrupuleuse. »

Les cartes sont également sources de débats : Tolkien veut en inclure cinq à l’origine. Il souhaite notamment que la carte de Thror soit insérée dans le livre à sa première mention dans le texte, avec les runes « magiques » imprimées de sorte à n’être visibles uniquement par transparence,. Ce procédé se révèlerait trop coûteux, et en fin de compte, le livre ne comprend que deux cartes, la carte de Thrór et celle des terres sauvages, reproduites en deux couleurs (noir et rouge).
Dans un premier temps, Allen & Unwin envisage de n’illustrer le livre qu’avec des cartes, mais les premiers brouillons de Tolkien leur plaisent tellement qu’ils décident de les intégrer sans augmenter le prix du livre, malgré les coûts supplémentaires. Encouragé, l’auteur leur offre un second lot de dix illustrations en noir et blanc : « La Colline : Hobbiteville de l’autre côté de l’Eau » (The Hill: Hobbiton across the Water), « Les Trolls » (The Trolls), « Le Sentier de montagne » (The Mountain Path), « Les Montagnes de Brume vue du haut de l’Aire, regardant vers l’ouest et la Porte des Gobelins » (The Misty Mountains looking West from the Eyrie towards Goblin Gate), « La Salle de Beorn » (Beorn’s Hall), « Grand’Peur » (Mirkwood), « La Porte du Roi elfe » (The Elvenking’s Gate), « Le Bourg-du-Lac » (Lake Town), et « La Grande Porte » (The Front Gate). Ces illustrations occupent chacune une pleine page, hormis « Grand’Peur », qui exige une double page.
Après les avoir acceptées, la maison d’édition convainc Tolkien de dessiner aussi la jaquette du livre, alors même qu’il doute de ses capacités de dessinateur. L’inscription runique autour de la jaquette est une translittération phonétique de l’anglais, donnant le titre du livre et les noms de l’auteur et des éditeurs. Cependant, ce dessin nécessite plusieurs couleurs pour son impression : rouge, bleu, vert et noir, ce qui est particulièrement coûteux,. Tolkien redessine la jaquette plusieurs fois, avec de moins en moins de couleurs ; la version finale ne comporte plus que du noir, du vert et du bleu sur un fond blanc.
La maison d’édition américaine Houghton Mifflin, chargée de publier le livre aux États-Unis, suggère d’engager un dessinateur anonyme qui produirait quelques illustrations en couleur pour accompagner les dessins en noir et blanc de Tolkien. Celui-ci ne s’y oppose pas, à la seule condition que les illustrations ne rappellent ni ne soient influencées par Disney, que Tolkien n’apprécie guère. En revanche, Stanley Unwin estime qu’il vaudrait mieux que Tolkien illustre lui-même tout le livre, ce qui sera finalement le cas. La première édition américaine remplace « La Colline : Hobbiteville de l’autre côté de l’Eau » par une version en couleur et ajoute de nouvelles planches colorées : « Fendeval » (Rivendell), « Bilbo se réveilla avec le soleil de l’aurore dans les yeux » (Bilbo Woke Up with the Early Sun in His Eyes), « Bilbo arrive aux huttes des elfes des radeaux » (Bilbo comes to the Huts of the Raft-elves) et « Conversation avec Smaug » (Conversation with Smaug), avec une malédiction nanique écrite en tengwar, un alphabet inventé par Tolkien, et signée de deux þ pour Thráin et Thrór. La deuxième édition britannique reprend les illustrations en couleur, à l’exception de « Bilbo se réveilla avec le soleil de l’aurore dans les yeux ».
Les différentes éditions du livre ont été illustrées de façons diverses. Plusieurs suivent plus ou moins fidèlement l’arrangement original, mais beaucoup d’autres sont illustrées par d’autres artistes, particulièrement les versions traduites. Certaines éditions les moins chères, en livre de poche, ne contiennent que les cartes. De manière inhabituelle, l’édition du The Children's Book Club de 1942 contient les illustrations en noir et blanc, mais pas les cartes.
L’usage des runes fait par Tolkien comme simples éléments de décoration ou comme signes magiques dans l’histoire, est considéré comme l’une des raisons de la popularité de ce système d’écriture dans le courant New Age et la littérature ésotérique, du fait de la popularité de l’œuvre de Tolkien en tant qu’élément de la contreculture des années 1970.

#### Publication en anglais
Le Hobbit est publié au Royaume-Uni par Allen & Unwin le 21 septembre 1937. Grâce aux critiques enthousiastes, le premier tirage de 1 500 exemplaires est écoulé avant la fin de l’année, et un second tirage de 2 300 exemplaires, comprenant cette fois-ci quatre illustrations en couleurs (les illustrations de Tolkien étant entre-temps revenues d’Amérique), est édité en décembre. Aux États-Unis, Le Hobbit paraît chez Houghton Mifflin le 1er mars 1938, avec quatre illustrations en couleur, et rencontre un tout aussi grand succès : près de 3 000 exemplaires sont écoulés avant le mois de juin.
Le succès du livre ne se dément pas, mais le rationnement du papier pendant la Seconde Guerre mondiale et les années qui suivent entraîne une baisse des ventes et rend le livre presque introuvable, bien qu’il ait été réimprimé en 1942. Les ventes du livre augmentent considérablement avec la publication du Seigneur des anneaux et atteignent leur maximum dans les années 1960. En 2008, près de cent millions d’exemplaires du Hobbit ont été vendus dans le monde.
Un exemplaire de la première édition anglaise fut vendu aux enchères à la fin de 2004 pour 6 000 livres sterling, alors qu’un autre, cette fois signé, atteignit les 60 000 livres dans une vente aux enchères réalisée en mars 2008.

#### Révisions

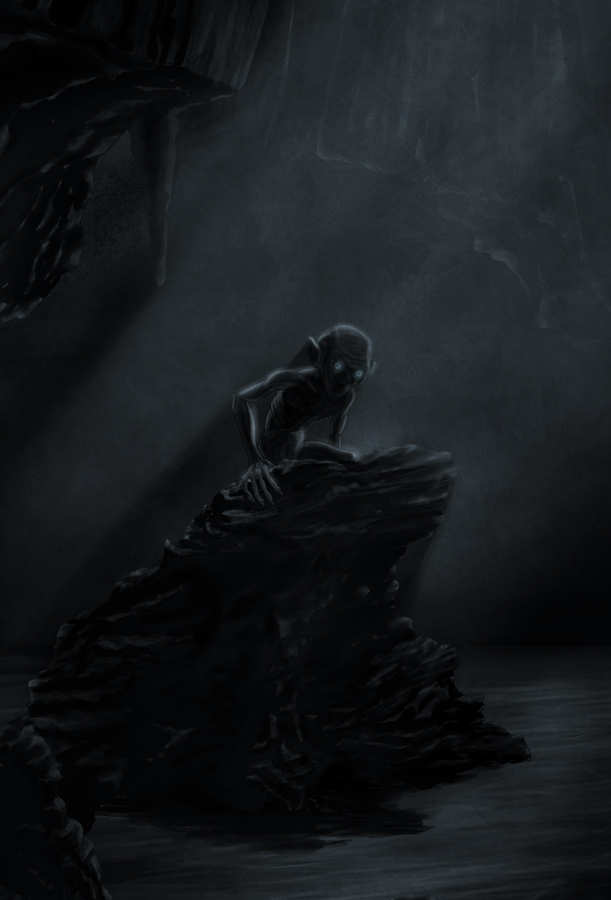
Gollum
(fan art de Argent-Sky).

En décembre 1937, Stanley Unwin demande à Tolkien une suite au Hobbit. En réponse, celui-ci lui propose les manuscrits du Silmarillion, mais l’éditeur les refuse, estimant que le public désire « plus d’informations sur les hobbits ». Tolkien commence alors à travailler sur ce qui va devenir Le Seigneur des anneaux, ce qui l’oblige à apporter des modifications au Hobbit.
Ainsi, dans la première édition du Hobbit, Gollum propose son anneau magique en gage du jeu des énigmes, et après sa défaite, il est disposé à l’offrir à Bilbo. Cependant, l’ayant perdu, il offre à la place au hobbit de le conduire hors des cavernes des gobelins. Afin de refléter le nouveau concept de l’anneau et son pouvoir de corruption, Tolkien rend Gollum plus agressif et moins honnête envers Bilbo, qu’il ne guide plus hors des cavernes qu’involontairement.
En 1947, Tolkien envoie à Unwin cette version réécrite du cinquième chapitre « Énigmes dans l’obscurité », à titre d’exemple des changements nécessaires pour rendre le livre cohérent avec Le Seigneur des anneaux. Trois ans plus tard, Tolkien est surpris de découvrir que cette nouvelle version du chapitre est incorporée dans les épreuves de la nouvelle édition du Hobbit, n’ayant pas été prévenu que ce changement allait être apporté. Cette deuxième édition paraît en 1951, avec une note explicative dans laquelle Tolkien explique de manière interne la modification du chapitre 5 : la première version était celle que Bilbo avait racontée à ses compagnons, alors que celle de la deuxième édition raconte les véritables événements, Gandalf ayant obtenu la vérité à force de pressions.
Pour adapter davantage le ton du Hobbit à celui de sa suite, Tolkien commence une nouvelle version du roman en 1960. Cette réécriture adapte notamment la géographie des premiers chapitres selon le trajet suivi par Frodon dans Le Seigneur des anneaux. Cependant, Tolkien l’abandonne dès le chapitre 3, s’étant vu dire que « ce n’était tout simplement plus Le Hobbit » : sa réécriture avait perdu le ton insouciant et le rythme soutenu du récit original.
En 1965, la maison d’édition américaine Ace Books publie une édition de poche non autorisée du Seigneur des anneaux. Les éditeurs américains officiels de Tolkien, Houghton Mifflin (grand format) et Ballantine Books (poche), demandent à Tolkien de produire une version révisée du roman, afin d’en corriger les petites erreurs et d’avoir une version clairement soumise au droit d’auteur sur le sol américain. Bien que cette révision soit urgente, Tolkien préfère se consacrer à une nouvelle révision du Hobbit, introduisant de nouveaux changements pour correspondre à l’évolution de la Quenta Silmarillion. Ainsi, le passage « elves that are now called Gnomes » (« les elfes à présent appelés Gnomes ») devient « High Elves of the West, my kin » (« les Hauts Elfes de l’Ouest, mon peuple »). Tolkien utilisait à l’origine le terme Gnome pour désigner les Ñoldor : l’étymologie grecque gnosis (« connaissance ») lui paraissait en faire un nom approprié pour les plus sages des elfes. Cependant, l’idée qu’on puisse associer ses elfes aux gnomes de Paracelse lui fait abandonner cette idée. Cette troisième édition est publiée en février 1966.

### Traductions
Le roman attire rapidement l’attention des éditeurs étrangers. À l’été 1938, peu avant le début de la Seconde Guerre mondiale, la maison d’édition allemande Rütten & Loening, souhaitant publier Le Hobbit dans son pays, écrit à Tolkien pour s’enquérir de ses éventuelles origines juives. Trouvant les lois de ségrégation nazies « démentes » et leur doctrine raciale « totalement pernicieuse et non scientifique », Tolkien écrit à son éditeur pour lui signaler son refus de toute traduction allemande dans ces conditions. L’éclatement de la Seconde Guerre mondiale entraîne l’abandon de ce projet, au grand regret de Tolkien, qui avait parié avec son fils aîné sur la traduction de la fameuse première phrase du roman.
La première traduction du Hobbit en langue étrangère est la suédoise, parue en 1947. Tolkien en est très mécontent, affirmant qu’elle « avait pris des libertés injustifiées avec le texte », notamment en traduisant le terme hobbit par hompen. Deux autres traductions suédoises sont éditées par la suite, en 1962, puis en 1971. Cependant, c’est le succès du Seigneur des anneaux qui incite les éditeurs étrangers à publier des traductions du Hobbit. Parmi les premières, sorties du vivant de Tolkien, on compte celles en allemand (1957), en néerlandais (1960), en polonais (1960), en portugais (1962), en espagnol (1964), en japonais (1965), en danois (1969), en français (1969), en norvégien (1972), en finnois (1973), en italien (1973) et en slovaque (1973). Quelques mois avant sa mort, Tolkien apprend qu’une traduction islandaise est en préparation, une nouvelle qui le remplit de joie ; mais cette traduction ne sort pas avant 1978. En tout, le livre est paru dans une quarantaine de langues.
L'idée d’une traduction française est abordée par Allen & Unwin dès novembre 1937. Tolkien recommande son amie Simonne d’Ardenne comme traductrice, à la suite de son travail sur la première version française du Farmer Giles of Ham. Finalement, Le Hobbit est traduit en français par Francis Ledoux et paraît en 1969 aux éditions Stock, dans une collection générale, visant donc un public adulte. En 1976, Le Hobbit est réédité dans la Bibliothèque verte, témoignage d’un glissement de la perception française de la fantasy vers la littérature jeunesse. En 2012, l'éditeur Christian Bourgois publie une nouvelle traduction du Hobbit par Daniel Lauzon, qui assure également la traduction du Hobbit annoté de Douglas A. Anderson la même année.

### Accueil critique

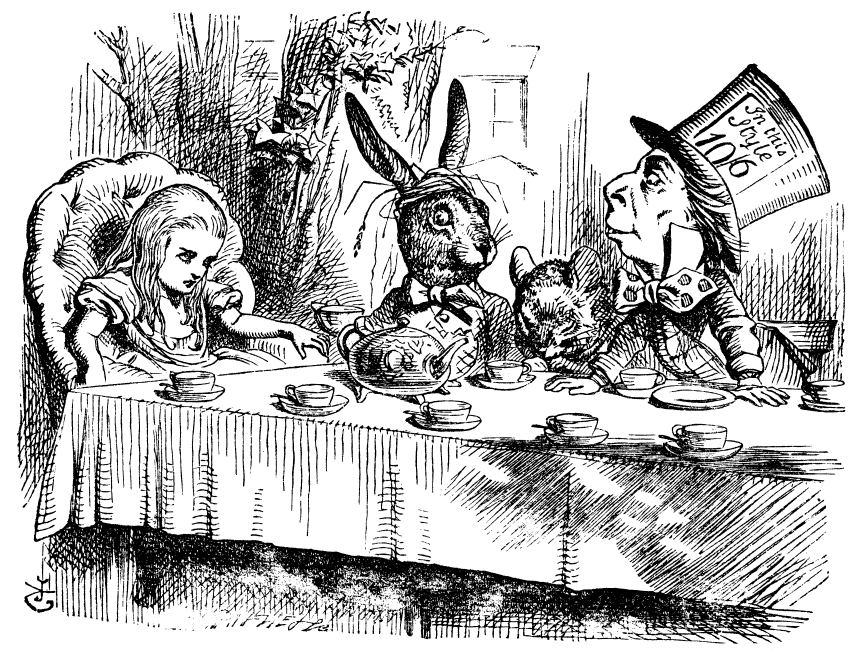
Illustration des Aventures d’Alice au pays des merveilles (1865), œuvre de Lewis Carroll, à laquelle la maison d’édition Allen & Unwin compara Le Hobbit dans la première édition.

À sa sortie, les critiques littéraires consacrées au Hobbit sont majoritairement positives. Beaucoup d’entre elles reprennent la publicité réalisée par Allen & Unwin qui le compare à Alice au pays des merveilles et à De l'autre côté du miroir, deux romans de Lewis Carroll. Cependant, J. R. R. Tolkien n’apprécie pas la comparaison et cette mention disparaît dans la deuxième édition.
L’écrivain C. S. Lewis, ami de Tolkien, publie deux critiques anonymes dans le supplément littéraire du Times, puis dans le Times lui-même, dans lesquelles il fait l’éloge du roman comme de Tolkien et prédit son futur succès.

« Il faut comprendre que nous avons ici un livre pour enfants, au sens où la première de nombreuses lectures peut être entreprise à la nursery. Alice est lue avec sérieux par les enfants, alors que les plus grands en rient ; Le Hobbit, au contraire, fera rire surtout les plus petits, et ce n'est que bien des années plus tard, à leur dixième ou vingtième lecture, qu'ils commenceront à se faire une idée de l'érudition habile et de la profonde réflexion qu'il a fallu pour donner un fruit aussi mûr, aussi agréable, et aussi vrai, à sa manière. La divination est un art dangereux, mais Le Hobbit pourrait bien devenir un classique. »

— C. S. Lewis, The Times Literary Supplement, 2 octobre 1937
Le Hobbit reçoit de bonnes critiques dans le Horn Book Magazine de la part de l’éditrice Bertha E. Mahony et de la chroniqueuse Anne Carroll Moore, alors que William Rose Benét le qualifie dans le Saturday Review of Literature de « fantastique splendide ». Dans le New York Times, Anne T. Eaton le décrit comme « un conte merveilleux relatant une magnifique aventure, pleine de suspense et assaisonnée d’un humour tranquille tout à fait irrésistible » et voit en lui l’un des meilleurs livres pour enfants publiés à l’époque. Lors du Second Annual Children’s Festival du 1er mai 1938, le New York Herald Tribune choisit Le Hobbit pour recevoir un prix d’une valeur de 250 dollars en tant que meilleur livre pour enfants publié ce printemps-là,.
Quelques critiques négatives apparaissent néanmoins. Pour Junior Bookshelf, les péripéties que rencontrent les personnages « donnent plutôt l’impression d’avoir été placées délibérément sur leur chemin, ne devant rien à la succession naturelle des événements ». Dans son article sur les différentes révisions du Hobbit (1981), Constance B. Hieatt défend le roman contre certaines critiques en remarquant que « beaucoup de critiques se sont trompés parce qu’ils n’étaient pas capables de différencier les diverses révisions ».
Le Hobbit est nommé au prix littéraire Carnegie Medal, remis annuellement par The Library Association au livre pour enfants le plus remarquable. Il est également reconnu comme « roman le plus important du XXe siècle » dans la catégorie « livres pour enfants du siècle » par la revue Books for Keeps.

## Influence surLe Seigneur des anneaux
Bien que Le Hobbit ait été à l’origine de nombreuses œuvres dérivées, sa suite, Le Seigneur des anneaux, est considérée comme son principal héritage. L’intrigue suit la même progression en aller et retour, les deux histoires commençant et s’achevant à Cul-de-Sac (Bag End), la maison de Bilbo Sacquet ; Gandalf envoie les protagonistes dans une quête vers l’est, Elrond offre refuge et conseil, les héros échappent de peu à des créatures souterraines (gobelins/la Moria), ils rencontrent un autre groupe d’elfes (elfes sylvains/Lothlórien), ils traversent des terres ravagées (la Désolation de Smaug/les Marais des Morts), ils se battent dans une importante bataille (bataille des Cinq Armées/bataille des champs du Pelennor), un descendant de roi retrouve son trône (Bard l’Archer/Aragorn) et quand le hobbit rentre chez lui, il trouve une situation altérée (biens mis aux enchères/industrialisation de la Comté par Saroumane)… L’arrivée des Aigles lors de la bataille de la Porte Noire dans le Seigneur des anneaux est une référence directe à leur intervention lors de la bataille des Cinq Armées dans Le Hobbit.

« — Les Aigles arrivent ! Les Aigles arrivent !

La pensée de Pippin balança un instant.

« Bilbon ! dit-elle. Mais non ! Cela s’est passé dans son histoire, il y a très, très longtemps. Ceci est la mienne et elle est maintenant terminée. Adieu ! »

— J. R. R. Tolkien, Le Seigneur des anneaux
Dans les deux romans, l’arrivée des Aigles est le ressort de l’eucatastrophe.
Le Seigneur des anneaux a néanmoins une intrigue beaucoup plus complexe, à cause du plus grand nombre de personnages principaux. Le ton est presque dépourvu d’humour et les thèmes moraux et philosophiques sont plus développés et plus complexes. Ce décalage entre les deux œuvres a pu être perturbant pour certains lecteurs. De nombreuses différences stylistiques viennent du fait que Tolkien avait conçu Le Hobbit pour un public enfantin et que le Seigneur des anneaux visait les mêmes lecteurs, qui entre-temps avaient grandi. Il existe des différences de détails : par exemple les gobelins sont plus souvent appelés Orques dans le Seigneur des anneaux. De plus, l’idée que Tolkien se faisait de la Terre du Milieu n’avait cessé d’évoluer et évolua tout au long de sa vie. Ces différences de ton et de vocabulaire ont longtemps été accentuées par la première traduction française de Francis Ledoux, qui n’employait pas les mêmes termes dans l’une et l’autre œuvre. Ce problème a été résolu avec la deuxième traduction française de Daniel Lauzon.
À l’intérieur du Seigneur des anneaux, Le Hobbit, appelé Histoire d’un aller et retour, est présenté comme la première partie du Livre rouge de la Marche de l'Ouest, rédigé par Bilbo lui-même, assimilé au narrateur. Cela permet de plus d’expliquer les différentes éditions du livre, selon la sincérité de Bilbo par rapport à sa relation avec l’anneau.

## Analyse

### Style
La prose de Tolkien est sans prétention et directe, prenant pour acquis son monde imaginaire et décrivant ses détails d’une façon pratique, en introduisant souvent le fantastique d’une façon détournée. Ce style très terre-à-terre, repris dans des œuvres de fantasy plus tardives comme Les Garennes de Watership Down de Richard Adams, ou La Dernière Licorne de Peter Beagle, accepte le lecteur dans le monde fictif plutôt que de tenter de le convaincre de sa réalité. Alors que Le Hobbit est écrit de façon simple et amicale, chacun de ses personnages a une voix unique. Le narrateur, qui interrompt occasionnellement la narration avec des incises (dispositif présent aussi bien dans la littérature d’enfance que dans la littérature anglo-saxonne), a son propre style différencié de celui des personnages principaux.
La forme de base de l’histoire est une quête, effectuée par épisodes. Pendant la plus grande partie du livre, chaque chapitre introduit un habitant différent de la Sauvagerie, parfois amical envers les protagonistes, et parfois dangereux. Bien que de nombreuses rencontres soient menaçantes, le ton général est léger, et interrompu par des chansons. Un exemple de l’usage des chansons pour maintenir la légèreté de ton est quand Thorïn et la compagnie sont capturés par les gobelins, marchent dans les profondeurs des cavernes et chantent :
| Clap! Snap! the black crack! Grip, grab! Pinch, nab! And down down to Goblin-town You go, my lad! | Cric ! Crac ! à l'attaque ! Serre, tords ! Pince, mords ! File, file ! À Gobelin-ville Tu vas, mon gars ! |

Ce chant d’onomatopées offre une interruption comique au milieu d’une scène effrayante. Tolkien réalise l’équilibre entre humour et danger par d’autres moyens également, comme le ridicule et le parler cockney des trolls, ou l’ivresse des elfes qui capturent les nains. La forme générale, celle d’un voyage dans des pays étranges, est présentée sur un mode léger et entrecoupé de chansons, peut-être sur le modèle des Icelandic Journals de William Morris, auteur très apprécié de Tolkien.

### Genre
Le Hobbit reprend les modèles narratifs de la littérature pour enfants, comme le narrateur omniscient et les personnages auxquels les enfants peuvent s’identifier, comme le petit, gourmand et moralement ambigu Bilbo. Le texte souligne la relation entre le temps et les progrès narratifs et il distingue clairement les lieux « sûrs » des lieux « dangereux » dans sa géographie. Ce sont des éléments-clefs des ouvrages destinés aux enfants, tout comme la structure en « aller et retour », typique des romans initiatiques. Bien que Tolkien ait par la suite affirmé ne pas apprécier que le narrateur s’adresse directement au lecteur, cet aspect contribua significativement au succès du roman, l’histoire pouvant être facilement lue à haute voix. Emer O’Sullivan, dans son Comparative Children's Literature, remarque que Le Hobbit est un des rares livres pour enfants accepté dans la littérature courante, à côté du Monde de Sophie de Jostein Gaarder (1991) et de la série Harry Potter de J. K. Rowling (1997–2007).
Tolkien considérait Le Hobbit comme un conte de fées et l’écrivit sur un ton approprié aux enfants. Beaucoup d’éléments du conte de fées, comme la répétition des événements (arrivée des nains chez Bilbo et chez Beorn, éléments folkloriques…), y sont repris. Cependant, Bilbo n’est pas le héros habituel des contes de fées : il n’est pas le beau fils aîné ou la plus jeune et belle fille, mais un hobbit dodu, d’âge moyen, assez aisé. Le Hobbit est conforme aux 31 motifs du conte établis par Vladimir Propp dans son livre de 1928 Morphology of the Folk Tale à partir d’une analyse structurelle du folklore russe.
Le roman est le plus souvent classé dans la fantasy mais, de même que Peter Pan de J. M. Barrie et The Princess and the Goblin de George MacDonald, qui ont tous deux influencé Tolkien et contiennent des éléments de fantasy, il est avant tout considéré comme une œuvre de littérature enfance et jeunesse. Les deux genres ne sont pas mutuellement exclusifs : certaines définitions de la high fantasy comprennent des livres pour enfants, comme ceux de L. Frank Baum et Lloyd Alexander, à côté des romans plus adultes de Gene Wolfe et Jonathan Swift. C. W. Sullivan affirme que la première publication du Hobbit est une étape importante du développement de la high fantasy, et ajoute que les versions de poche du Hobbit et du Seigneur des anneaux dans les années 1960 ont été essentielles pour la création d’un marché de masse pour ce type de fiction, permettant le développement de la fantasy actuelle.

### Thèmes
Le thème principal du roman est le développement et le mûrissement du personnage principal et éponyme : le hobbit Bilbo. Dans Children's Literature, Matthew Grenby affirme que Le Hobbit est un livre de développement personnel et qu’il ne le considère pas simplement comme une aventure fantastique traditionnelle, mais comme un roman d’apprentissage, dans lequel le personnage acquiert une conscience plus grande de son identité et une meilleure confiance dans le monde extérieur grâce au voyage qu’il réalise.
Dans son essai The Psychological Journey of Bilbo Baggins, repris dans A Tolkien Compass de Jared Lobdell, Dorothy Matthews voit dans plusieurs chapitres du roman le concept jungien d’« individuation ». Elle décrit le voyage de Bilbo comme une quête de maturité et comme une métaphore de ce processus de découverte de soi, une observation partagée par l’écrivain Ursula K. Le Guin. L’analogie de l’« au-delà » et du héros qui en revient avec des trésors profitables (comme l’anneau ou les lames elfiques) rappelle les archétypes mythiques relatifs à l’initiation et au passage à l’âge adulte, comme le décrit le mythographe Joseph Campbell. Dans Tolkien's Art, Jane Chance relie le développement et la croissance de Bilbo, par contraste avec d’autres personnages, avec les concepts de royauté juste et de royauté impure tels qu’ils apparaissent dans l’Ancrene Wisse, ainsi qu’avec une interprétation chrétienne de Beowulf.
Toujours dans Children's Literature, Matthew Grenby estime que le dépassement de la convoitise et de l’égoïsme est la principale morale de l’histoire. La convoitise est un thème récurrent : plusieurs péripéties naissent du désir d’un ou plusieurs personnages pour de la nourriture (les trolls voulant manger les nains ou les nains voulant goûter au banquet des elfes) ou pour des objets précieux, or ou joyaux. Cette avarice, avec la malignité qui en découle, arrive au premier plan avec le désir de Thorin pour l’Arkenstone, qui constitue le point moral crucial du récit. Bilbo vole l’Arkenstone, une antique relique naine, et essaye de la négocier avec Thorin en échange de la paix. Pourtant, Thorin se retourne contre le hobbit qu’il considère comme un traître, malgré les précédentes promesses qu’il lui avait faites. À la fin, Bilbo cède la pierre précieuse et la plus grande partie de sa part du trésor pour aider ceux qui en ont le plus besoin. Tolkien explore également le motif des joyaux provoquant une intense avidité, comme les silmarils du Silmarillion ; du reste, les mots « Arkenstone » et « silmaril » sont étymologiquement liés dans son œuvre.
Un autre thème du Hobbit, souligné par divers auteurs, est l’animisme, un concept important en anthropologie et dans le développement de l’enfant, fondé sur l’idée que toutes les choses, y compris les objets inanimés, les phénomènes naturels, les animaux et les plantes, possèdent une intelligence humaine. Dans The History of The Hobbit, John D. Rateliff l’appelle le « thème du docteur Dolittle » et cite la multitude d’animaux qui parlent comme indice pour confirmer cette idée, par exemple les corbeaux, les araignées et le dragon Smaug, sans compter les créatures anthropomorphiques que sont les gobelins ou les elfes. Selon Patrick Curry (dans Defending Middle-Earth), l’animisme parcourt tout le roman et apparaît également dans d’autres œuvres de Tolkien ; il mentionne les « racines de la montagne » et les « pieds des arbres » comme des passages de l’inanimé à l’animé.

### Interprétations

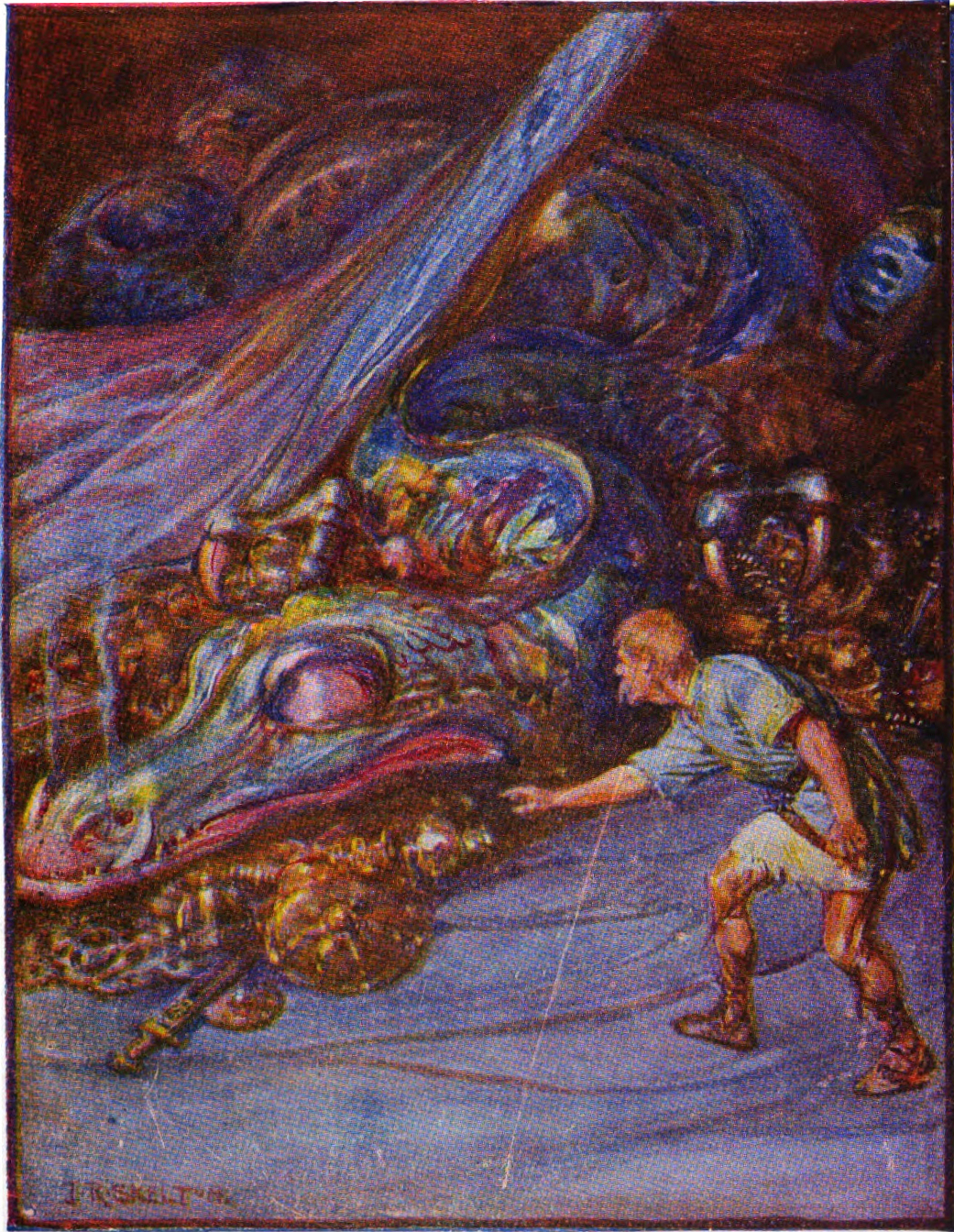
Illustration parue dans Stories of Beowulf (1908).

Le Hobbit peut être considéré comme l’expression créative des travaux théoriques et universitaires de Tolkien. Les thèmes présents dans la littérature en vieil anglais, et plus particulièrement dans le poème Beowulf, ont une importance énorme dans la caractérisation du monde antique où évolue Bilbo. Tolkien connaissait parfaitement Beowulf, et il compte parmi les premiers à avoir étudié Beowulf comme une œuvre littéraire dont la valeur n’est pas uniquement historique. Sa conférence de 1936 Beowulf : Les Monstres et les Critiques est toujours utilisée par les étudiants en vieil anglais au début du XXIe siècle. Plusieurs éléments de Beowulf sont repris dans Le Hobbit, comme le dragon monstrueux et intelligent. Certaines descriptions du roman semblent directement tirées de Beowulf, comme le moment où le dragon étire le cou pour renifler les intrus. De même, les descriptions de Tolkien de l’accès à l’antre du dragon reflètent les passages secrets de Beowulf. Tolkien en profite pour affiner les passages de Beowulf qu’il estimait moins satisfaisants, comme le vol de la coupe ou l’intellect et la personnalité du dragon.
Une autre influence du vieil anglais sur Le Hobbit apparaît à travers les épées nommées et ornées de runes. C’est en utilisant sa lame elfique que Bilbo réalise sa première action héroïque indépendante. En la nommant « Dard », Bilbo accepte les pratiques culturelles présentes dans Beowulf, ce qui marque son entrée dans l’ancien monde dans lequel il évolue. Cette progression culmine avec le vol de Bilbo d’une coupe dans le trésor du dragon, éveillant ainsi sa colère, incident rappelant directement Beowulf et inspiré de schémas narratifs traditionnels, comme l’explique Tolkien lui-même : « l’épisode du vol s’est présenté naturellement (et presque inévitablement) au vu des circonstances. Il est difficile d’envisager une quelconque autre façon de poursuivre l’histoire à ce moment-là. J'aime à penser que l’auteur de Beowulf dirait à peu près la même chose. »
Tolkien utilise également ses théories littéraires pour concevoir ses personnages et leurs interactions. Il dépeint Bilbo comme un anachronisme moderne explorant un monde antique. Bilbo est capable de négocier et d’interagir dans ce monde ancien, car la langue et les traditions créent des liens entre les deux mondes. Par exemple, les énigmes posées par Gollum proviennent de sources historiques, tandis que celles de Bilbo sont tirées de livres pour enfants contemporains. C’est la forme commune du jeu de devinettes qui permet à Gollum et Bilbo d’interagir, et non le contenu des énigmes elles-mêmes. Cette idée d’un contraste superficiel entre les styles individuels des différents personnages, leurs tons et leurs centres d’intérêt, menant à une profonde unité entre l’ancien et le moderne, est un thème récurrent dans Le Hobbit.
Smaug est l’antagoniste principal du roman. L’épisode de Smaug reflète par de nombreux points le dragon de Beowulf, et Tolkien utilise ce passage pour mettre en pratique certaines théories littéraires qu’il a développées autour du portrait du dragon dans le poème anglo-saxon, dotant la créature d’une intelligence bestiale au-delà de son rôle purement symbolique. Smaug le dragon et ses réserves d’or peuvent être envisagés comme un reflet des relations traditionnelles entre le mal et la métallurgie, comme les réunit la description du Pandémonium dans Le Paradis perdu de John Milton. De tous les personnages, Smaug est celui dont le parler est le plus moderne.
De même que les théories de Tolkien ont influencé le conte, ses expériences personnelles ont pesé dans sa conception. Le Hobbit, avec son héros tiré de son foyer rural et jeté dans une guerre lointaine où l’héroïsme traditionnel est futile, peut être envisagé comme une parabole de la Première Guerre mondiale. Le conte explore également le thème de l’héroïsme. Comme le remarque Janet Croft, la réaction littéraire de Tolkien à la guerre diffère de celle de la plupart des auteurs d’après-guerre : il ne recourt pas à l’ironie comme moyen de distanciation, privilégiant la mythologie pour transmettre son expérience. Le Hobbit présente des ressemblances avec les ouvrages d’autres écrivains ayant combattu durant la Grande Guerre, notamment la représentation de la guerre comme antipastorale : la « désolation de Smaug », région sur laquelle il exerce son influence et où se déroule la bataille des Cinq Armées, est décrite comme un paysage désolé et meurtri. Le Hobbit est un avertissement contre la répétition des tragédies de la Première Guerre mondiale et l’attitude de Tolkien comme vétéran peut être résumée par la phrase de Bilbo à l’issue de la bataille :

« Ce doit être la victoire, après tout ! Mais il semble que ce soit une bien morne affaire. »

## Héritages et adaptations

### Éditions posthumes

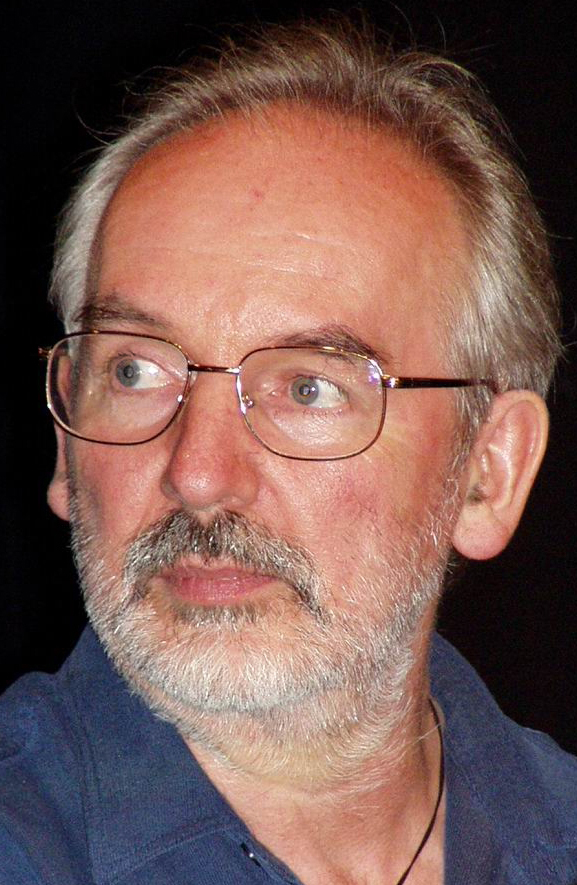
Alan Lee illustra l’édition du Hobbit publiée en 1997 afin de célébrer son soixantième anniversaire.

Depuis la mort de J. R. R. Tolkien, trois éditions particulières du Hobbit ont été publiées : Le Hobbit annoté de Douglas A. Anderson, une édition commentée du roman ; une édition illustrée par Alan Lee ; et The History of The Hobbit de J. D. Rateliff, une étude de la rédaction du roman, à l’image de l’Histoire de la Terre du Milieu de Christopher Tolkien pour Le Seigneur des anneaux et Le Silmarillion.
L’édition annotée d’Anderson, publiée en 1988, célèbre le cinquantième anniversaire de la publication du Hobbit aux États-Unis. Elle reproduit le texte complet du roman, avec des commentaires d’Anderson en marge. Ses annotations portent sur divers sujets : les influences de Tolkien pour certains passages, les liens avec Le Seigneur des anneaux et Le Silmarillion, ainsi que les modifications apportées au texte dans les révisions effectuées par Tolkien. L’ouvrage est abondamment illustré, reprenant les dessins réalisés par Tolkien lui-même, ainsi que ceux produits par d’autres illustrateurs pour les traductions en d’autres langues.
L’édition illustrée par Alan Lee paraît en 1997, à l’occasion du soixantième anniversaire de la publication du Hobbit au Royaume-Uni. L’œuvre comprend 26 illustrations en couleur et 38 en noir et blanc, toutes de Lee.
The History of The Hobbit est paru en 2007. Dans cet ouvrage en deux tomes, Mr. Baggins et Return to Bag End, John D. Rateliff propose une analyse extensive des brouillons de l’œuvre, y compris ceux des révisions de 1947 et 1960.

### Cinéma et télévision
La première adaptation à l’écran du Hobbit est un court métrage d'animation réalisé par Gene Deitch en 1966. Réalisé dans l'urgence à la demande du producteur William L. Snyder, dont les droits sur l'adaptation du roman (acquis en 1962) étaient sur le point d'expirer, The Hobbit ne dure que douze minutes et prend de nombreuses libertés avec l'œuvre d'origine. Il n'a connu qu'une seule diffusion sur grand écran, le 30 juin 1966, dans un cinéma new-yorkais, mais a depuis refait surface sur YouTube,.
The Hobbit, téléfilm d’animation produit par Arthur Rankin Jr. et Jules Bass, est diffusé sur la chaîne NBC le 27 novembre 1977. Avec un budget de près de trois millions de dollars, c'est à l’époque le téléfilm d’animation le plus coûteux jamais réalisé. Quelques-uns des poèmes présents dans le livre sont mis en musique par Maury Laws pour le téléfilm. Le scénario de Romeo Muller respecte l’essentiel du roman, à quelques exceptions près, notamment la disparition du personnage de Beorn. Muller remporte un Peabody Award en 1978 pour le scénario du Hobbit ; la même année, le téléfilm est également nommé aux prix Hugo, dans la catégorie « meilleure présentation dramatique », mais le trophée revient à Star Wars. La marque discographique Walt Disney Records publie un LP reprenant le doublage audio du film. En Union soviétique le livre est également adapté en téléfilm sous le nom Le Fabuleux Voyage de monsieur Bilbon Sacquet, le Hobbit par Vladimir Latychev en 1985[réf. souhaitée]. Le personnage de narrateur inspiré de Tolkien lui-même y est interprété par Zinovi Gerdt.

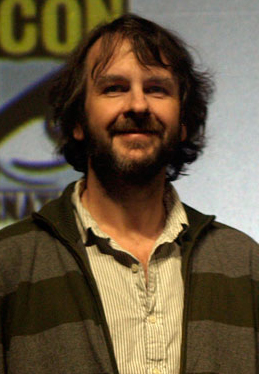
Peter Jackson.

En 1995, le réalisateur néo-zélandais Peter Jackson et son épouse Fran Walsh expriment leur intérêt pour une adaptation cinématographique du Hobbit, qui serait la première partie d’une trilogie complétée par deux films sur Le Seigneur des anneaux. Cependant, les droits du Hobbit appartiennent alors à United Artists, et ils ne peuvent que réaliser une adaptation cinématographique du Seigneur des anneaux, dont les droits ont été rachetés par New Line Cinema.
Après le succès de la trilogie de Jackson, la compagnie Metro-Goldwyn-Mayer, qui a acheté United Artists et possède donc les droits du Hobbit, annonce en septembre 2006 son souhait de travailler avec New Line et Jackson pour réaliser la préquelle. Cependant, une dispute oppose Jackson et New Line à propos des revenus provenant des produits de La Communauté de l’anneau. Finalement, les deux parties parviennent à un accord en décembre 2007, et après avoir payé à Jackson l’argent qu’elle lui doit, New Line le confirme comme producteur du Hobbit.
Le réalisateur mexicain Guillermo del Toro participe à l’élaboration du scénario avec Jackson, Fran Walsh et Philippa Boyens, et doit réaliser ce film. Néanmoins, le 31 mai 2010, après plus de deux années de participation à la conception de l’adaptation, del Toro annonce renoncer à la réalisation en raison des retards dans le commencement du tournage et des problèmes financiers de Metro-Goldwyn-Mayer. Le projet original comprend deux films, le premier suivant l'intrigue du Hobbit tandis que le second doit servir de lien avec Le Seigneur des anneaux en couvrant les événements survenus dans la période séparant les deux histoires, mais cette idée est finalement abandonnée. Le tournage des films, qui se déroule en Nouvelle-Zélande, débute le 21 mars 2011 après de nombreux contretemps. Les deux films annoncés laissent la place à une trilogie : le premier volet, Un voyage inattendu, est sorti en France le mercredi 12 décembre 2012 ; le second volet, La Désolation de Smaug, est sorti le mercredi 11 décembre 2013 ; le troisième volet, La Bataille des Cinq Armées, est sorti le mercredi 10 décembre 2014.

### Jeux

#### Jeux de société
Depuis sa publication, plusieurs jeux de société et jeux de rôles se sont inspirés du roman.
En 1975, Larry Smith crée et commercialise le jeu de société The Battle of the Five Armies, dont les droits sont achetés par la suite par la compagnie américaine Tactical Studies Rules.
En 1983, Iron Crown Enterprises (ICE) lance un autre jeu de société, The Lonely Mountain: Lair of Smaug the Dragon, conçu par Coleman Charlton ; un an après, la même compagnie crée sa propre version de The Battle of the Five Armies, développée également par Charlton avec Richard H. Britton et John Crowll, et un jeu de rôle appelé Middle-earth Role Playing, fondé aussi bien sur Le Hobbit que sur Le Seigneur des anneaux, traduit en français par Hexagonal en 1986 sous le nom Jeu de rôle des Terres du Milieu (JRTM).
En 2001, un nouveau jeu de société apparaît sur le marché : The Hobbit: The Defeat of the Evil Dragon Smaug, conçu par Keith Meyers et Michael Stern et illustré par Ted Nasmith.

#### Jeux vidéo
Plusieurs jeux vidéo ont également été tirés du livre, avec ou sans permission. L’un de ceux qui rencontre le plus de succès est le jeu pour ordinateur The Hobbit, développé en 1982 par Beam Software et distribué par Melbourne House, qui remporte en 1983 le Golden Joystick Award dans la catégorie « jeu de stratégie de l’année ». En 2003, Sierra Entertainment propose un jeu de plates-formes avec des éléments de jeu de rôle, également intitulé « Bilbo le Hobbit », pour PC, PlayStation 2, Xbox et GameCube. Une version reprenant l’histoire et les graphismes des personnages, mais avec une plate-forme isométrique en 2D et des personnages en 3D, est conçue pour Game Boy Advance. Un MMORPG « Le Seigneur des Anneaux Online » est également sorti en 2007 et la franchise Lego a annoncé un jeu vidéo « Lego Le Hobbit » prévu pour fin 2014/début 2015 pour PC, Wii, Xbox 360, PS3, Nintendo DS, Nintendo 3DS, Xbox One, et PS4.

### Autres adaptations
De septembre à novembre 1968, la BBC Radio 4 diffuse une adaptation radiophonique du Hobbit réalisée par Michael Kilgarriff et produite par John Powell. Divisée en huit parties, cette série radiophonique de quatre heures suit de près la trame de la seconde édition du roman (celle de 1951). Anthony Jackson occupe le rôle de narrateur, Paul Daneman interprète Bilbo, Wolfe Morris Gollum, John Justin Thorin, John Pullen Elrond, Peter Williams Bard et Heron Carvic Gandalf. En 1988, cette série est éditée au format cassette audio, puis en CD en 1997.
En 1989, la maison d’édition Eclipse Comics publie un roman graphique du Hobbit, écrit par Charles « Chuck » Dixon et Sean Deming, et illustré par David Wenzel. Il est divisé en trois volumes, le premier se terminant lorsque Gollum joue aux énigmes avec Bilbo, et le deuxième quand la compagnie échappe aux elfes sylvains.
Le Hobbit a été adapté de nombreuses fois au théâtre, et ce dès les années 1950. L’intrigue du roman est plus ou moins malmenée selon les auteurs de l’adaptation ; le cas le plus extrême étant sans doute Down in Middle Earth, une comédie musicale américaine pour enfants de 1969, notable pour son emploi d’un langage « branché », ses allusions à la sexualité et ses éclairages psychédéliques.
Selon Dick Huemer, cité par David Koenig, Walt Disney aurait eu l’idée dès 1938 d’adapter Le Hobbit car il ne parvenait pas à saisir l’histoire d’Alice au pays des merveilles pour en faire un film.
En 2014 la chaine Arte diffuse À la recherche du Hobbit, une série documentaire en cinq épisodes de 26 minutes, produite par Yannis Metzinger et Alexis Metzinger, et réalisée par Olivier Simonnet. La série amène le spectateur aux sources des légendes et des inspirations qui ont mené J. R. R. Tolkien à écrire les romans du Hobbit et du Seigneur des anneaux.

## Livre audio en français
- J. R. R. Tolkien (trad. Daniel Lauzon), Le Hobbit, Paris, Audiolib, 7 novembre 2012 (ISBN 978-2-35641-491-5, BNF 42781920)Lu par Dominique Pinon ; support : 2 disques compacts audio MP3 ; durée : 10 h 14 min environ ; référence éditeur : Audiolib 25 0564 2. Cette version reprend la nouvelle traduction de Daniel Lauzon, telle que publiée le 4 octobre 2012 chez Christian Bourgois.